# إستفان بيزغ هوساغ
إستفان بيزغ هوساغ (8 يونيو 1913 – 7 سبتمبر 1998) هو مبارز بالسيف مجري راحل، مثّل بلاده في الألعاب الأولمبية الصيفية 1936.

## روابط رياضية
إستفان بيزغ هوساغ على موقع أوليمبيديا (الإنجليزية)